# فیلیپ ونده
فیلیپ ونده (آلمانی: Philipp Wende؛ زادهٔ ۴ ژوئیهٔ ۱۹۸۵) قایقران روئینگ اهل آلمان است.
وی در مسابقات کشوری و بین‌المللی در مجموع برندهٔ ۳ مدال طلا، ۱ مدال نقره، ۲ مدال برنز شده‌است.